# X-55 (БпЛА)
X-55 — вірменський розвідувальний безпілотний літак злітною масою 50 кг.

## Історія
Проєктування безпілотного літального апарата моделі X-55 почалося інженерами з Вірменії в 2012 році. Як початкову базу авіабудівники використали конструкцію БПЛА Крунк, який досить ефективно зміг себе зарекомендувати, однак, якщо модель Крунк мала виключно військове призначення, то безпілотний літальний апарат моделі X-55 підходив і для військових, і для цивільних цілей. Перші бойові випробування почалися в квітні 2014 року.
Вперше X-55 був представлений на виставці оборонної промисловості Вірменії 23 березня 2015 року. Це один з чотирьох вірменських безпілотників, випущених оборонною промисловістю країни. Попередніми створеними БПЛА були Крунк, Базе, Азнів.
Катапультний пуск і парашутна посадка апарата дають велику перевагу перед «Крунком», для застосування якого була потрібна злітно-посадкова смуга.
БПЛА X-55 може здійснювати польоти на великих висотах.
Безпілотний літальний апарат обладнаний двигуном внутрішнього згоряння, що робить його більш надійним і ефективним в порівнянні з БПЛА оснащеними електричними двигунами. Максимальна висота польоту становить 4500 метрів, що забезпечує виконання практично всіх поставлених цілей, пов'язаних з дослідженням заданих областей і районів.
Для забезпечення спостереження та патрулювання, на безпілотний літальний апарат X-55 встановлена турельна камера, що дозволяє передавати чітке зображення безпосередньо на пульт управління. Максимальна дальність проходження БПЛА X-55 обмежується дистанцією в 320 кілометрів.

## Технічні характеристики
- Екіпаж: 0 (безпілотний)
- Довжина: 3,8 м
- Висота: 0,94 м
- Максимальна злітна маса: 50 кг
- Розмах крила: 2,62 м
- Крейсерська швидкість: 100 км/год
- Максимальна швидкість: 130 км/год
- Максимальна дальність польоту: 320 км
- Максимальна висота польоту: 4500 м

## Army-55M
Army-55M — це модернізований варіант X-55. Бортові системи апарати побудовані на новій елементній базі і включають: малошумний двигун, потужний процесор, GPS-приймачі, інерційну навігаційну систему, систему обробки даних телеметрії, геоінформаційна система реального часу. Даний БПЛА може оснащуватися якісним тепловізором. Крейсерська швидкість становить 100—130 км/год., максимальний час польоту: до 4 годин. Максимальна дальність зв'язку з оператором становить 100 км. У разі потреби розвідка може вестися і в глибині території противника з заходом на 150—200 км.

## Бойове застосування
У липні 2020 року під час зіткнень на вірмено-азербайджанському кордоні використовувався вірменською стороною, згідно з повідомленням Міністерства оборони Азербайджану, 16 липня при спробі здійснити розвідувальний політ над азербайджанськими позиціями був збитий військовими Азербайджану. Були також опубліковані знімки знищеного БПЛА.
22 липня Міністерство оборони Азербайджану заявило про знищення підрозділами протиповітряної оборони Азербайджану ще одного «X-55» над селом Агдама Товузського району та опублікувало фотографії уламків.

## Країни-експлуатанти
- Вірменія